# Lower Heyford
Lower Heyford is een civil parish in het bestuurlijke gebied Cherwell, in het Engelse graafschap Oxfordshire met 492 inwoners.

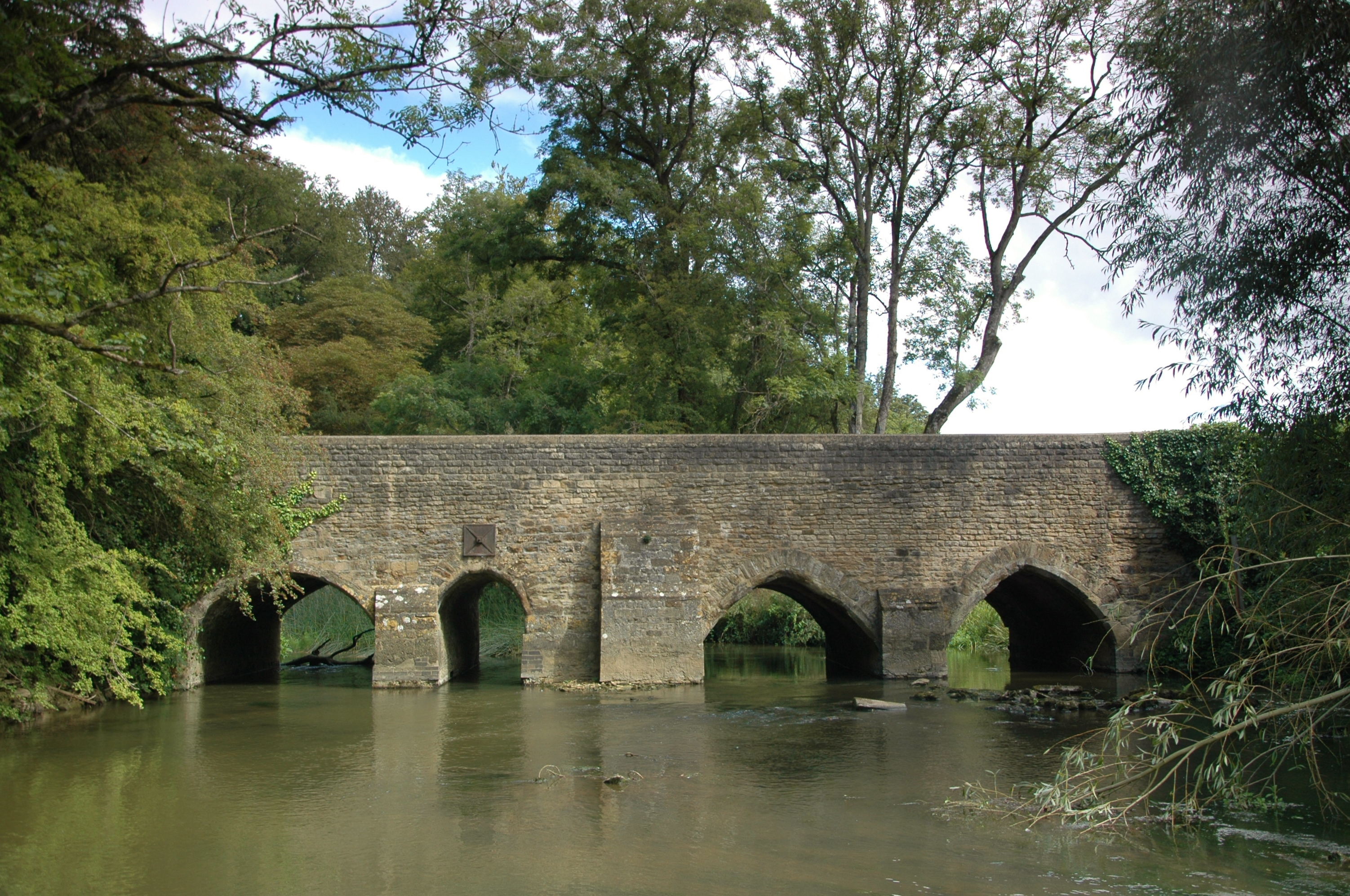
Brug in Lower Heyford
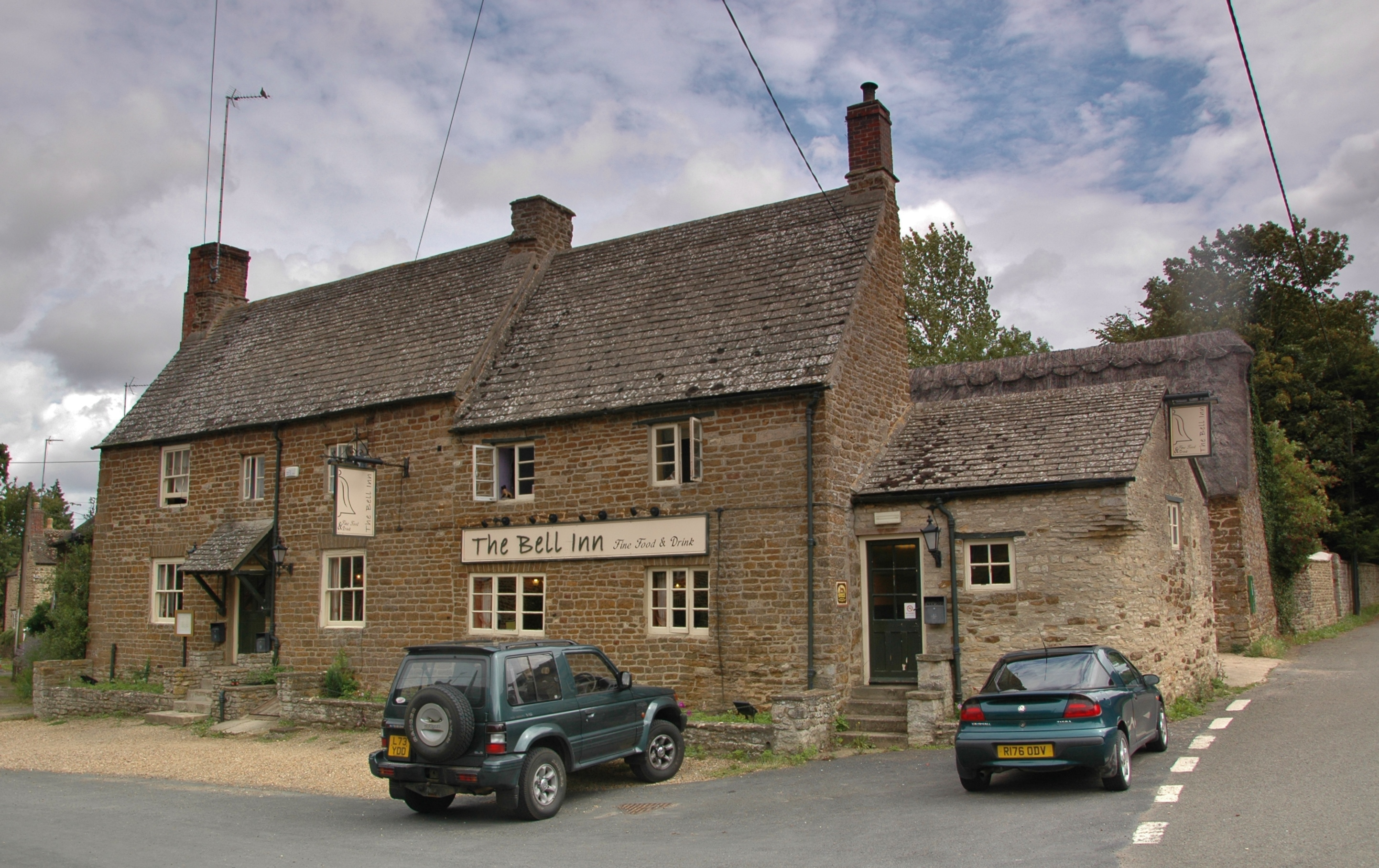
The Bell